# Berto (nombre)
Berto, es un nombre propio de origen Germano, que significa brillo o resplandor. Existen una variedad de nombres que derivan de éste que ponen a Berto al final, tales como Alberto y Roberto que son las más conocidas. En otros idiomas su traducción más común es quitando la “o” del final.

## Santoral
- 17 de septiembre, San Berto
- 15 de noviembre, San Alberto Magno
- 12 de julio, San Juan Gualberto

## Variantes
1. Alberto[1]
2. Adalberto[2]
3. Berto[3]
4. Cutberto[4]
5. Dagoberto[5]
6. Edilberto[6]
7. Filiberto[7]
8. Gilberto[8]
9. Gualberto[9]
10. Huberto[10]
11. Humberto[11]
12. Heriberto[12]
13. Herberto[13]
14. Hildeberto
15. Lamberto[14]
16. Mamerto[15]
17. Norberto[16]
18. Remberto[17]
19. Roberto[18]
20. Ruperto[19]
21. Rigoberto[20]
22. Walberto[21]
23. Wilberto[22]

## Personajes célebres
- Albert Einstein, científico alemán
- Berto Romero, actor español
- Herbert von Karajan, director de orquesta austriaco
- Luis Roberto Guzmán, actor puertorriqueño
- Roberto Gómez Bolaños, actor mexicano
- Adalbert Stifter, escritor austriaco
- Roberto Benigni, actor italiano
- Gilbert O'Sullivan, cantante británico-irlandés
- Alberto Rodríguez, luchador mexicano
- Lambert Wilson, actor francés
- Rigobert Song, futbolista camerunés
- Dagoberto Gama, actor mexicano
- Roberto Goyeneche, músico argentino